# Robert da Silva Almeida
Robert da Silva Almeida (* 3. April 1971 in Salvador) ist ein ehemaliger brasilianischer Fußballspieler.

## Karriere

### Verein
Robert begann seine Karriere bei Fluminense. Danach spielte er bei CA Bragantino, Guarani FC, FC Santos, Grêmio, Atlético Mineiro und Corinthians. 2006 beendete er seine Spielerkarriere.

### Nationalmannschaft
Robert wurde 2001 in den Kader der brasilianischen Fußballnationalmannschaft berufen und kam bei der FIFA-Konföderationen-Pokal 2001 zum Einsatz. Er hat insgesamt vier Länderspiele für Brasilien bestritten.

## Erfolge
Santos
- Torneio Rio-São Paulo: 1997
- Campeonato Brasileiro: 2002